# Cucarachas Rojas
Red Cockroaches (Cucarachas rojas) es una película independiente cubano-estadounidense de 2003 dirigida por Miguel Coyula, y devenida en obra de culto.

## Argumento
Adam se sorprende cuando aparece Lily, una misteriosa mujer que dice ser su hermana fallecida cuando era niña. La historia ocurre en una Nueva York alternativa, cercana a las ensoñaciones de Philip K. Dick que generaran las de Blade Runner, o del Mamoru Oshii que prefiguró un mundo inane y maquinista en Ghost in the shell. La película tiene lugar en el mismo universo de Corazón Azul (2021). 

## Producción
Dos años, una cámara de consumo, una computadora, y menos de 2.000 dólares le tomó al cineasta cubano Miguel Coyula hacer "Cucarachas rojas", drama de ciencia ficción, que reúne un elenco de actores debutantes, como Adam Plotch y Talia Rubel. El film fue distribuido en DVD los Estados Unidos en 2005 por Heretic Films, y en Blu-Ray por Vinegar Syndrome en 2023.

## Críticas
Con su controvertida trama incestuosa, la película obtuvo una veintena de premios en festivales alrededor del mundo. En una reseña de la revista Variety fue elogiada como "Un triunfo de la tecnología en las manos de un visionario".